# 永兴街道 (京山市)
永兴镇，是中华人民共和国湖北省荆门市京山市下辖的一个乡镇级行政单位。

## 行政区划
永兴镇下辖以下地区：
永兴街社区、永兴村、老柳河村、苏佘畈村、施家窑头村、潘岭村、汀河村、杨泉村、屈场村、观音岩村、京源村、汪林岗村、杨河村、群光村、南庄村、王场村、丰泉村、义和镇村、三里村、盘堰村和龚场村。